# Leposoma baturitensis
Leposoma baturitensis — вид ящірок родини гімнофтальмових (Gymnophthalmidae). Ендемік Бразилії.

## Опис
Leposoma baturitensis — дрібна ящірка, середня довжина якої становить 76 мм, а без врахування хвоста — 35 мм.

## Поширення і екологія
Leposoma baturitensis мешкають в штаті Сеара на північному сході Бразилії, в гірських масивах Серра-де-Батуріте, Серра-де-Марангуапе і Серра-де-Ібіапаба. Вони живуть в брехос — гірськах анклавах вологих атлантичних лісів, оточених напівпосушливими заростями каатинги. Самиці відкладають 2 яйця.

## Збереження
МСОП класифікує цей вид як такий, що перебуває під загрозою зникнення. Leposoma baturitensis загрожує знищення природного середовища.